# ناحیه فرندشیپ، شهرستان یلو مدیسن، مینه سوتا
ناحیه فرندشیپ (به انگلیسی: Friendship Township) یک منطقهٔ مسکونی در ایالات متحده آمریکا است که در شهرستان یلو مدیسن، مینه‌سوتا واقع شده‌است.
 ناحیه فرندشیپ ۹۱٫۲ کیلومتر مربع مساحت و ۲۵۸ نفر جمعیت دارد و ۳۲۱ متر بالاتر از سطح دریا واقع شده‌است.